# Eduardo Cisneros
Eduardo Cisneros Manríquez (n. Ciudad de México - ) es un futbolista mexicano que jugó de delantero. Debutó en 1975. En Primera División jugó 322 partidos, acumulando 26,250 minutos jugados y 65 goles anotados. 

## Clubs
- Tiburones Rojos de Veracruz (1975 - 1976)
- Atlético Potosino (1976 - 1977)
- Club de Fútbol Monterrey (1977 - 1979)
- Atlético Potosino (1979 - 1981)
- Club Deportivo Guadalajara (1981 - 1985)